# The Superfine Dandelion
The Superfine Dandelion est un groupe américain de garage rock, originaire de Phoenix, en Arizona. Le groupe ne dure que deux ans et sort un seul album studio, homonyme, qui attire peu l'intérêt.

## Historique
Le groupe est formé à Phoenix, en Arizona, par le chanteur et guitariste Mike McFadden en 1966,,. McFadden est un ancien membre du groupe de garage local The Mile Ends ; le bassiste Ed Black, qui était au sein des Mile Ends pendant ses derniers jours, se joindra aussi à Superfine Dandelion.
The Superfine Dandelion enregistrent et publient un premier album, homonyme, en 1968 qui mêle psychédélique de San Francisco, folk rock, pop, et jug,. Il est enregistré entre 1966 et 1968 aux Audio Recorders of Arizona à Phoenix. Selon AllMusic, « il n'y avait pas de bonnes chansons. ». L'album ne suscite que très peu l'intérêt, et le groupe se sépare en 1968 ; le bassiste Rick Anderson se joindra aux Tubes, et Black tournera et enregistrera avec Linda Ronstadt pendant la moitié des années 1970.

## Discographie
- 1967 : The Superfine Dandelion